# Jude Bellingham
Jude Victor William Bellingham (* 29. Juni 2003 in Stourbridge) ist ein englischer Fußballspieler, der auch die irische Staatsbürgerschaft besitzt. Er kann variabel im Mittelfeld eingesetzt werden, spielt in Spanien bei Real Madrid und seit 2020 für die englische Nationalmannschaft.
Der bei Birmingham City ausgebildete Bellingham ist sowohl der jüngste Torschütze als auch der jüngste Spieler, der für den Verein ein Ligaspiel bestritt. Außerdem war kein Spieler bei seinem Spiel- und Tordebüt für die englische U21 jünger als er. Von  der Europameisterschaft 2021 bis zur EM 2024 war er der jüngste je bei einer EM eingesetzte Akteur. Mit 17 wechselte Bellingham nach Deutschland, wo er drei Jahre für Borussia Dortmund aktiv war und mit diesem Verein 2021 den DFB-Pokal gewann. Anschließend wechselte der Engländer für über 100 Mio. Euro zu Real Madrid und wurde in seiner ersten Saison mit dem Verein spanischer Meister und Champions-League-Sieger.

## Karriere

### Verein

#### Anfänge in Birmingham

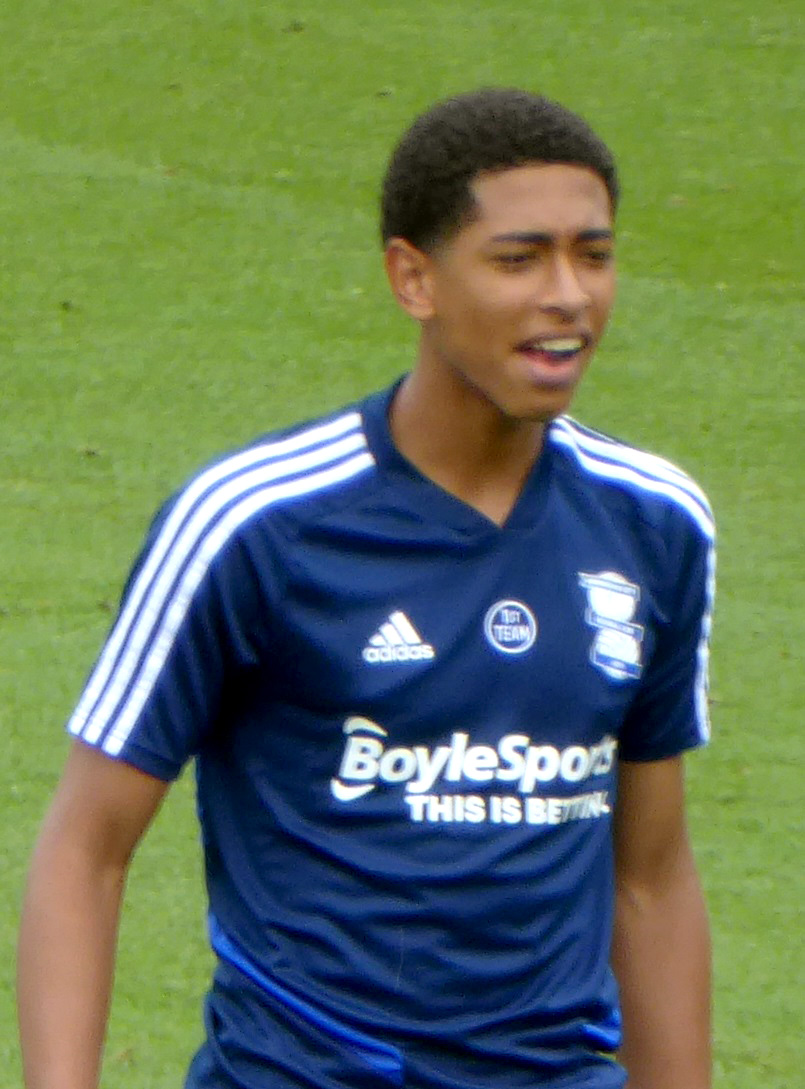
In Birmingham (2019)

Bellingham wuchs in Stourbridge in den West Midlands auf, das im Einzugsgebiet der Klubs Wolverhampton Wanderers, Aston Villa, West Bromwich Albion sowie Birmingham City liegt. Bereits sein Vater Mark, ein Sergeant der Polizei, hatte für Teams im Non-League-Football-Sektor gespielt und in 22 Jahren über 700 Tore geschossen. Schließlich entschied sich der junge Bellingham für die Jugendakademie Birmingham Citys, wo er in die U8 eintrat und zunächst im Angriff eingesetzt wurde. Bereits mit 15 Jahren spielte er aufgrund seiner bereits fortgeschrittenen Athletik und Physis in der U23-Mannschaft des Vereins und in der Saison 2018/19 gelangen ihm für diese drei Tore in 12 Ligaeinsätzen. Ein Spiel der U18 des Vereins sollen laut Pep Clotet, Bellinghams späterem Trainer bei den Profis, einmal Scouts aus mehreren Ländern Europas allein wegen des jungen Jude verfolgt haben. Bei der Vorbereitung zur Saison 2019/20 trainierte der Offensivspieler mit der ersten Mannschaft und war für sie in Freundschaftsspielen im Einsatz. Nachdem er die Verantwortlichen von seinen Fähigkeiten hatte überzeugen können, unter anderem seine Wendigkeit und sein Durchsetzungsvermögen betreffend, wurde der 16-Jährige von Interimscheftrainer Clotet in den Zweitligakader integriert. Der Daily Mail und dem Guardian zufolge erhielt er bis zum Alter von 17 Jahren im Klub ein wöchentliches Ausbildungsgehalt von 145 Pfund (etwa 160 Euro).
Am 25. August 2019 debütierte Bellingham im EFL Cup, als er bei der 0:3-Auswärtsniederlage gegen Swansea City in der 76. Spielminute eingewechselt wurde. Damit wurde er mit 16 Jahren und 38 Tagen zum jüngsten Spieler, der jemals im Trikot Birmingham Citys auf dem Spielfeld stand und brach den bisherigen Rekord von Trevor Francis aus dem Jahr 1970. Dieser war bei seinem Debüt 101 Tage älter gewesen. Sechs Tage später wurde Bellingham beim 2:1-Heimsieg gegen Stoke City bereits in der ersten Spielhälfte für den verletzten Jefferson Montero eingewechselt und erzielte in der 76. Spielminute das entscheidende Siegtor für die Blues. Damit wurde er auch zum jüngsten Torschützen in der Geschichte des Vereins. In den nächsten Wochen erarbeitete er sich einen Stammplatz und wurde dabei im zentralen Mittelfeld und auf den beiden Flügeln eingesetzt. Auch den Rhythmus der auf englische Wochen aufgeteilten 46 Spieltage verkraftete der Jungspieler gut, war nie verletzt und verpasste insgesamt lediglich sieben Partien.
Zum Jahreswechsel rutschte Bellingham mit Birmingham City ins untere Tabellendrittel, zwei Punkte mehr als Charlton Athletic auf Rang 22 bedeuteten aber am Saisonende noch den Klassenerhalt. Das letzte Pflichtspiel für den Verein absolvierte der Engländer mit Birmingham gegen Derby County, für das auch dessen Kapitän und ehemaliger Nationalspieler Wayne Rooney auf dem Feld stand, der zu diesem Zeitpunkt doppelt so alt war wie sein Gegenspieler. Bis zu seinem Wechsel im Juli 2020 kam Bellingham in 40 Ligaspielen zum Einsatz, in denen ihm vier Tore und drei Vorlagen gelangen.

#### Etablierung als Profi in Dortmund

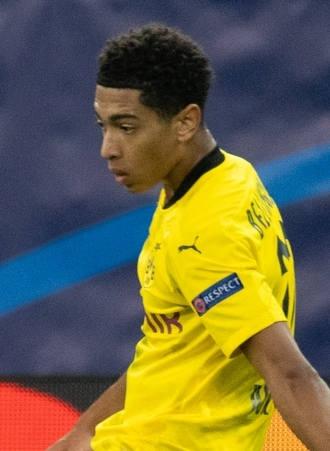
Bei Borussia Dortmund (2020)

Zur Saison 2020/21 wechselte der Engländer zum Bundesligisten Borussia Dortmund, bei dem er einen langfristigen Vertrag unterzeichnete. Laut dem Kicker soll die Ablösesumme bei umgerechnet 25 Mio. Euro gelegen haben. Er war bereits seit April 2018 durch Scouts des Vereins beobachtet worden und folgte seinem Landsmann und neuen Teamkameraden Jadon Sancho nach, welcher drei Jahre zuvor ebenfalls 17-jährig den Schritt ins Ausland gegangen war. Von Saisonbeginn an war Bellingham eine feste Größe im Dortmunder Mittelfeld und profitierte abgesehen von seiner Leistung auch vom zeitweisen Ausfall der etablierten Kräfte Thomas Delaney und Axel Witsel. Manches Mal schaltete sich der 17-Jährige auch ins Offensivspiel ein, am Saisonende standen je vier Tore und Assists zu Buche. Während Bellingham zum Ende der Hinrunde als Liganeuling bereits auf Rang 7 der von seinem Teamkollegen Delaney angeführten nationalen Klasse in der Kategorie defensives Mittelfeld des kicker landete, sortierte ihn das Magazin am Ende der Spielzeit sogar auf den 6. Platz der internationalen Klasse ein. Besonders hervorgehoben wurden seine Leistungen in der Champions League, im Rahmen derer er dreimal mit der Note 2 bewertet wurde. In dieser hatte er beispielsweise durch sein Führungstor im Viertelfinalrückspiel gegen den späteren Finalisten Manchester City zunächst die Chancen auf ein Weiterkommen gewahrt. Im DFB-Pokal schoss Bellingham zwei Tore und bestritt mit seinen Teamkollegen erfolgreich das Endspiel gegen RB Leipzig.
Ende November 2021 erreichte Bellingham bei der Wahl zum Golden Boy von Tuttosport, mit dem jährlich der beste U21-Spieler Europas geehrt wird, hinter Pedri vom FC Barcelona den 2. Platz. Bei der Kopa-Trophäe, die von France Football an den weltbesten U21-Spieler des Jahres vergeben wird, landete Bellingham ebenfalls hinter Pedri auf Rang 2.
Im Anschluss an die Hinserie 2021/22 stufte das Portal Sport1 den mittlerweile 18-Jährigen als einen der „Gewinner“ innerhalb des Teams ein. Sport1 bescheinigte dem Spieler ein „schnörkelloses Spiel“, eine „kompromisslose Verteidigung“ sowie eine „Belebung des Offensivspiels“ und lobte dessen Ehrgeiz in jeder Partie. In drei nationalen Wettbewerben wie auch in der Champions League gelangen Bellingham drei Tore und neun Assists, besonders in Bezug auf die Vorlagen wurde er nur durch Spielführer Marco Reus getoppt, der eine mehr zu verbuchen hatte. Beiden wurde im Winter 2021/22 die internationale Klasse in der Kickerrangliste für offensive Mittelfeldspieler bescheinigt, nachdem Bellingham in Folge von Verletzungen auf Seiten von Giovanni Reyna und Mahmoud Dahoud häufiger als „Achter“ spielte. Das Magazin bezeichnete ihn als „Führungsspieler“ und hob dessen Arbeit mit und gegen den Ball positiv hervor. In der Rückserie konnte der Engländer, der nun wieder defensiver agierte und deshalb in die Liste der defensiven Mittelfeldspieler zurückrutschte, dem kicker zufolge erneut die nationale Klasse nachweisen. Beim 3:2 gegen den späteren Europa-League-Sieger Eintracht Frankfurt war Bellingham mit der Note 2,0 der beste Dortmunder Spieler auf dem Feld und erzielte nach einem 0:2-Rückstand per Kopf das zwischenzeitliche 2:2. Gemeinsam mit dem auf der rechten Außenbahn eingesetzten Marius Wolf erhielt der Mittelfeldspieler Ende Januar 2022 bei einem erneuten 3:2, diesmal gegen 1899 Hoffenheim, vom Sportmagazin die Note 4,5, obwohl er beispielsweise nach einem Doppelpass mit Donyell Malen den Führungstreffer durch Erling Haaland eingeleitet hatte. In der Play-off-Runde der Europa League unterlag Bellingham mit dem BVB den Glasgow Rangers mit 2:4 und spielte im Rückspiel nur 2:2. In der ersten Partie bewertete ihn der kicker mit einer 3,0 und somit so gut wie keinen anderen seiner Mitspieler, die teilweise sogar eine 5,5 (Kapitän Reus oder Julian Brandt) erhielten. Nach der Hälfte der 1. Halbzeit setzte der Mittelfeldspieler Malen und Reus im gegnerischen Strafraum gut in Szene, diese verpassten jedoch beide. Nach dem Seitenwechsel, als es bereits 0:3 aus Sicht der Dortmunder stand, erzielte Bellingham den Anschlusstreffer. In der Folge versuchte Bellingham, der schließlich auch noch seinem Teamkollegen Raphaël Guerreiro beim 2:4 assistierte, immer wieder, mit „unbändigem Willen voranzugehen“. Beim Rückspiel in Glasgow bekam der Engländer gemeinsam mit Keeper Gregor Kobel die Note 2,5 und war so erneut einer der notenbesten Dortmunder Akteure auf dem Platz. Erneut versuchte Bellingham, mit je einer Vorlage und einem eigenen Treffer das Weiterkommen zu ermöglichen und hätte bereits in der 4. Minute schon das 1:0 erzielen können.
Im Anschluss an die Spielzeit resümierte die offizielle Webseite der Bundesliga, Bellingham wäre der „Inbegriff eines Box-to-box-Spielers“. Anders als viele seiner Teamkameraden würde er häufiger Bälle in der eigenen Hälfte erobern, um sie dann noch vorne zu treiben. Mehr als 80 „intensive Läufe“ innerhalb von 90 Minuten, die sich im Lauf der Saison auf 2.633 summierten (ligainterner Platz 3 hinter Silvan Widmer und David Raum) könnten ein Indiz dafür sein. Ebenfalls Rang 3 belegte der Engländer in der Kategorie gewonnene Zweikämpfe; mit 433 Duellen, die er für sich hatte entscheiden können, landete er hinter dem Mittelstürmer Lucas Höler und Wataru Endō, der ebenfalls im defensiven und zentralen Mittelfeld agierte.
In der Saison 2022/23 verdiente sich Bellingham bis zur Winterpause 12 Scorerpunkte in 22 Spielen und gewann weiter an Bedeutung für das Offensivspiel des BVB. Im Pokal wurden 1860 München und Hannover 96 mit 3:0 bzw. 2:0 besiegt, in beiden Partien traf der Engländer; gegen Hannover reichten ihm hierfür neun Minuten nach seiner Einwechslung. Auch in der Champions League hatte Bellingham einen entscheidenden Anteil am Erreichen der Finalrunde als Gruppenzweiter hinter Manchester City. So traf er in den ersten vier Gruppenspielen jeweils einmal, wobei er mit dem 1:1-Endstand im Rückspiel gegen den FC Sevilla eine drohende Niederlage abwandte. Beim 4:1 im Hinspiel gegen die Spanier hatte Bellingham darüber hinaus auch noch einen Treffer vorbereitet. Drei Tore und zwei Assists standen in der Bundesliga zu Buche, wobei Bellingham beim 5:0-Heimsieg gegen den VfB Stuttgart ein „Doppelpack“ gelang; sein erster überhaupt für die Borussia. Diese Leistungen bescherten dem Engländer in der fünften Halbserie in Folge eine Nominierung für die Rangliste des deutschen Fußballs des kicker. Das Fachmagazin bescheinigte ihm diesmal noch vor allen anderen defensiven Mittelfeldspielern, darunter Joshua Kimmich und Leon Goretzka (beide Bayern München) oder Xaver Schlager (RB Leipzig), die „internationale Klasse“. Man sah stellenweise bereits Leistungen, die das Prädikat „Weltklasse“ verdienten, etwa seine „furchtlosen“ und „disziplinierten“ Balleroberungen, seine neu erlangte Torgefahr und die Qualitäten als „Leader“. Der kicker machte bei Bellingham einen „Hang zum Überdrehen aus“, kritisierte seine teils „theatralische Gestik“ und die seinem Alter geschuldete, mangelnde „Abgeklärtheit“ in manchen Situationen. Nach der Rückkehr von der englischen Nationalmannschaft, mit der Bellingham im Winter bei der WM in Katar bis ins Viertelfinale gelangt war, blieb er mit Dortmund zunächst bis zum 26. Spieltag ungeschlagen. An diesem verlor man gegen den FC Bayern. Gegen den Rekordmeister war der Mittelfeldspieler laut dem kicker noch einer der besseren Spieler auf Seiten des BVB, nach einem Foul durch den Gegenspieler Serge Gnabry holte er einen Strafstoß heraus, den Emre Can verwandelte. Zwei Spieltage später mussten die Dortmunder erneut zwei für das Meisterschaftsrennen wichtige Zähler einbüßen, als man sich vom späteren Abstiegsrelegationsteilnehmer VfB Stuttgart mit 3:3 trennte. Hierbei hätte unter anderem Bellingham die Chance gehabt, mittels eines Freistoßes für sein Team zu treffen. Durch zwei weiteres Remis (gegen den Revierrivalen VfL Bochum sowie Mainz 05) verspielten Bellingham und Borussia Dortmund am finalen Spieltag die Meisterschaft, da der punktgleiche FC Bayern ein besseres Torverhältnis aufweisen konnte. Der Engländer saß am letzten Spieltag aufgrund von Knieproblemen nur auf der Ersatzbank und wurde auch nicht eingewechselt. Eine weiterhin offensivere Spielweise des jungen Spielers machte sich darin bemerkbar, dass er seine Scorerpunkteausbeute aus der Vorsaison (20) um einen Zähler steigern konnte, in der Rückserie traf Bellingham sogar ein zweites Mal nach Oktober 2022 doppelt, diesmal Anfang Mai 2023 gegen Wolfsburg. Dem kicker zufolge steckte Bellingham im neuen Jahr stellenweise in einem „Leistungsloch“, beispielsweise beim Pokal-Aus gegen den späteren Sieger RB Leipzig wurde er erst in der zweiten Hälfte eingewechselt. Einer statistischen Erhebung von Bundesliga.com zufolge gewann Bellingham im Verlauf der Saison 463 seiner Zweikämpfe und somit die zweitmeisten der Liga (hinter Kölns Jonas Hector). Der Engländer führte in vier Spielen erstmals sein Team als stellvertretender Kapitän aufs Feld, als sowohl Reus wie auch Mats Hummels nicht eingesetzt wurden.
Für seine Leistungen wurde Bellingham Ende Oktober 2023 von France Football mit der Kopa-Trophäe als weltbester U21-Spieler des Jahres ausgezeichnet. Einige Wochen später ehrte ihn auch Tuttosport mit dem Golden Boy als besten U21-Spieler Europas.

#### Real Madrid
Zur Saison 2023/24 wechselte Bellingham in die spanische Primera División zu Real Madrid, wo er einen Vertrag bis zum 30. Juni 2029 unterzeichnete. Die Ablösesumme betrug 103 Millionen Euro und kann durch Bonuszahlungen auf bis zu 133,9 Millionen Euro steigen. Damit wurde der Engländer zu einem der teuersten Transfers der Fußballgeschichte.
Unter seinem neuen Trainer Carlo Ancelotti wurde Bellingham schon in der Vorbereitungsphase ins offensive Mittelfeld verschoben, nachdem er bereits in seinen letzten Monaten in Dortmund weitaus häufiger ins Angriffsspiel eingegriffen hatte als zuvor. An den ersten vier Spieltagen traf der 20-Jährige jeweils mindestens einmal, am 2. Spieltag bereitete er neben zwei eigenen Toren noch ein weiteres vor. Es folgten acht weitere Treffer (darunter zwei weitere „Doppelpacks“), mit denen er beispielsweise das Spiel gegen den amtierenden Meister FC Barcelona (Endstand 2:0) allein entschied oder gegen Betis Sevilla (1:1) ein Remis rettete. Zum Jahreswechsel stand Bellingham mit 13 Treffern an der Spitze der Torschützenliste der Primera División. In der Champions League holte der Engländer hingegen mit Real die volle Punktzahl und somit den Gruppensieg. Während er im vierten Gruppenspiel anstelle von Brahim Díaz nur auf der Bank saß, war er in den restlichen fünf jeweils an mindestens einem Tor direkt beteiligt. Vier Tore in vier Partien in der Königsklasse schaffte zuvor noch kein Spieler des Vereins. Mitte Januar 2024 wurde Bellingham gemeinsam mit seinen Madrider Mannschaftskollegen Thibaut Courtois und Vinícius Júnior in die FIFA-Weltelf gewählt. Darüber hinaus gewann er mit dem Team wenige Tage zuvor den in Saudi-Arabien ausgetragenen spanischen Supercup. In der Rückrunde hielt Bellingham sein Niveau und stand letztlich bei 19 Toren und sechs Vorlagen. Gemeinsam mit Robert Lewandowski belegte er so Rang 3 in der ligainternen Torschützenliste. Mit Ausnahme vom 6. Spieltag, als man dem Stadtrivalen Atlético unterlag, blieben die „Königlichen“ ungeschlagen und holten mit ihrem Spieler ihren 36. Landesmeistertitel. Nachdem in der Finalrunde der Champions League unter anderem Bayern München aus dem Turnier geworfen wurde, trafen Bellingham und Real Madrid im Endspiel auf dessen alten Verein Borussia Dortmund. Beim 2:0-Erfolg bereitete Bellingham den durch Vinícius Júnior erzielten Treffer zum Endstand vor.
Als Sieger dieses Wettbewerbs gewannen Bellingham und Real Madrid Mitte August 2024 in ihrem ersten Spiel der Saison 2024/25 den UEFA-Super-Cup nach einem Erfolg über den Europa-League-Sieger Atalanta Bergamo.

### Nationalmannschaft

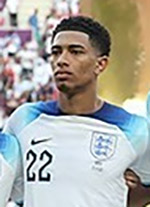
Mit England bei der WM 2022

Von Juli 2018 bis April 2019 spielte Bellingham in der englischen U16 und erzielte für diese in sieben Einsätzen vier Tore.
Anfang September 2019 war er für die U17 beim Syrenka Cup, einem Freundschaftsturnier in Polen, im Einsatz. Dort traf er in drei Spielen zweimal und wurde zum Spieler des Turniers ernannt.
Als bis dato jüngster eingesetzter Spieler sowie Torschütze traf Bellingham bei seinem Debüt für die U21 Englands beim 6:0 gegen den Kosovo mit 17 Jahren und 67 Tagen einmal.
Nach Absagen der vorab Nominierten James Ward-Prowse und Trent Alexander-Arnold wurde der Mittelfeldspieler von Nationaltrainer Gareth Southgate für die Länderspielreihe der A-Auswahl im November 2020 nachnominiert. Am 12. November 2020 debütierte er beim 3:0-Testspielsieg gegen Irland im Trikot der Three Lions, als er in der 73. Spielminute für Mason Mount eingewechselt wurde.
Bei der Europameisterschaft 2021, seinem ersten großen Turnier mit der A-Mannschaft, wurde Bellingham mit seiner Einwechslung im ersten Gruppenspiel zum bis dahin jüngsten Spieler, der bei einer EM-Endrunde zum Einsatz kam. Diesen Rekord verlor er mit dem Einsatz von Lamine Yamal bei der Europameisterschaft 2024. Für Bellingham folgten nach seinem Rekordeinsatz 2021 zwei weitere Einsätze von der Bank. Gegen Italien verlor er mit der Mannschaft im Elfmeterschießen im heimischen Wembley-Stadion ohne eigenes Zutun das Endspiel.
Bei der Weltmeisterschaft 2022 in Katar wurde Bellingham als einziger Legionär in den englischen Kader berufen. Er stand bis zum Ausscheiden seiner Mannschaft im Viertelfinale gegen den späteren Vizeweltmeister Frankreich in jeder Partie neben Declan Rice in der Startelf. Der Mittelfeldspieler erzielte im Gruppenspiel gegen den Iran (6:2) sein erstes Länderspieltor, im Achtelfinale (3:0 gegen den Senegal) bereitete er das 1:0 vor.
Auch in den Kader für die EM 2024 in Deutschland wurde der Mittelfeldspieler berufen. Mit 21 Jahren war dies somit bereits sein drittes großes Turnier mit den Three Lions. Erneut erreichte England das Finale, unterlag da jedoch Spanien mit 1:2. Bellingham kam in allen sieben Partien zum Einsatz und erzielte zwei entscheidende Treffer gegen Serbien (Vorrunde) und die Slowakei (Achtelfinale).

## Spielweise und Fairness
Das Portal Bundesliga.com bezeichnete den zu seiner Dortmunder Zeit noch als zentraler Mittelfeldspieler agierenden Bellingham als „Weltklasse“ und gab an, dieser würde drei Spielertypen in seiner Personen vereinen. So lagen in der Hinrunde der Spielzeit 2022/23 die Stärken des Spielers beispielsweise in dessen Zweikampfverhalten, als er sowohl die meisten Zweikämpfte der Liga führte wie auch gleichzeitig gewann. Neben vielen erfolgreichen Tacklings gelang es Bellingham auch immer wieder, im Rahmen seiner Defensivaufgaben gegnerische Bälle abzufangen und anschließend einen eigenen Angriff zu initiieren. Hierbei zeigte er sich überdurchschnittlich fair und kam mit durchschnittlich einem Foulspiel pro Partie aus. Aufgrund seines Offensivdrangs rückte Bellingham auch immer wieder eine Position nach vorne und agierte so als „Achter“. Im Rahmen dessen fiel besonders sein Laufpensum auf, mit dem er in den Top 5 der Liga rangierte. Vor allem in seiner letzten Saison beim BVB, die bereits genannte Saison 2022/23, nahm der Engländer noch mehr Offensivaufgaben wahr und war phasenweise sogar der beste Torschütze seiner Mannschaft. Sowohl in Bezug auf die direkten Torschüsse wie auch die Befreiungen aus „offensiven Drucksituationen“ ließ er viele Angreifer der Bundesliga statistisch gesehen hinter sich.
Inmitten der Spielzeit 2022/23 nahm Bellingham mit der englischen Nationalmannschaft an der WM 2022 teil. Seine Leistungen bei diesem Wettbewerb wurden beispielsweise von Tony Colbert, der 20 Jahre lang als Fitnesscoach des FC Arsenal tätig war, analysiert. Colbert lobte Bellinghams „geistige Schnelligkeit“, die ihm auch in Situationen ohne Ball dazu verhalf, Chancen auf zweite Bälle vorherzusehen oder Gegenspieler auf sich zu ziehen. Laut dem Analysten war es dem Spieler möglich, große Teile des Spielfelds effektiv abzudecken und mit „explosiven Läufen“ mit oder ohne Ball für Gefahr in der gegnerischen Hälfte zu sorgen.
Watson.ch schätzte den Spieler vor dessen Wechsel zu Real Madrid wie folgt ein: Bellingham wäre als „Box-to-box-Spieler“ mit seinen defensiven Stärken eine Alternative zu den weitaus älteren Mitspielern Luka Modrić und Toni Kroos sowie ein offensiv gefährlicherer Spieler als beispielsweise einer seiner Vorgänger, Casemiro. In seinen bis dato beinahe 200 Pflichtspielen entwickelte Bellingham neben dem Sammeln wichtiger Erfahrungen auch Anführerqualitäten, die ihn zu einem der Stellvertreter des Mannschaftskapitäns machen würden. Als eine der größten Schwächen des Spielers machte das Magazin Bellinghams grundlegendes Verhalten auf dem Platz aus, das hauptsächlich auf dessen junges Alter zurückzuführen wäre. So würde Bellingham immer wieder Schiedsrichterentscheidungen oder Aktionen seiner Mitspieler verbal wie auch mit Gesten lautstark kommentieren.
Nach seinem Wechsel zu Real Madrid entwickelte sich Bellinghams Offensivspiel, nachdem er nun immer häufiger im Mittelfeld noch weiter nach vorne rückte, zusehends weiter, wofür unter anderem mehr direkte Torbeteiligungen ein Indiz sind. Mit den persönlichen Leistungen sowie den mit seinen Mannschaften geholten Titeln einhergehend, häuften sich aber auch die Fälle von Unsportlichkeiten seitens Bellingham. Bei der EM 2024 fiel er etwa mit übertriebenen Reaktionen auf gegnerische Foulspiele und Schiedsrichterentscheidungen oder einer „obszönen Geste“ in Richtung der Bank der slowakischen Mannschaft auf. Für Letztere erhielt Bellingham eine Geldstrafe sowie eine Sperre von einem Spiel. Im Februar 2025 soll der Engländer dann in der Primera División im Derby gegen Atlético erst einen Linien- und später beim Aufeinandertreffen mit dem CA Osasuna den Schiedsrichter beleidigt haben. Gegen Osasuna wurde Bellingham aufgrund seines respektlosen Verhaltens schon nach 39 Spielminuten mit Rot vom Platz gestellt.
Beim verlorenen Endspiel der Copa del Rey 2024/25 gegen den FC Barcelona wurde Bellingham in der Nachspielzeit gemeinsam mit zwei Mitspielern wegen aggressiven Verhaltens mit einem Platzverweis bestraft. Beim anschließenden traditionellen Spalier vor der Siegerehrung verweigerte er den Handschlag mit den Gewinnern.

## Titel und Ehrungen
Real Madrid
- Champions-League-Sieger: 2024
- Interkontinental-Pokalsieger: 2024
- UEFA-Super-Cup-Sieger: 2024
- Spanischer Meister: 2024
- Spanischer Supercupsieger: 2024

Borussia Dortmund
- Deutscher Pokalsieger: 2021

Persönlich
- Kopa-Trophäe: 2023
  - weitere Nominierungen: 2021 (2.), 2022 (4.)
- Golden Boy: 2023
  - weitere Top-3-Platzierungen: 2021 (2. Platz), 2022 (2.)
- Nominierung für den Ballon d’Or: 2023 (18. Platz)
- Wahl in die FIFA-Weltelf: 2023
- Die Rückennummer 22, die Bellingham bis zu seinem Wechsel zur Saison 2020/21 zu Borussia Dortmund trug, wird von seinem ehemaligen Club aus Birmingham zu seinen Ehren vorerst nicht mehr vergeben.[62] Zum Zeitpunkt dieser Ehrung war Bellingham 17 Jahre alt.
- Er wurde bei der Wahl zum besten Spieler der English Football League 2019/20 gleich in zwei Kategorien ausgezeichnet. So erhielt er den EA Sports Young Player of the Season-Award und den LFE Apprentice of the Year-Award.[62]
- Football League Award – Young Player of the Year 2020
- VDV-Newcomer der Bundesligasaison 2020/21
- Wahl in die VDV 11: 2021/22, 2022/23
- Beim 1:0 Englands gegen Kroatien am 13. Juni 2021 wurde Bellingham in der 82. Minute eingewechselt und damit zum jüngsten bei einer EM-Endrunde eingesetzten Spieler (17 Jahre, 349 Tage).[63]
- Bundesliga-Spieler der Saison: 2022/23 (Verliehen durch die DFL)[64]
- Bundesliga-Spieler der Saison: 2022/23 (Verliehen nach Wahl der VDV)[65]
- Spieler der Saison der Primera División: 2023/24
- Spieler des Monats der Primera División (3): August 2023, Oktober 2023, Dezember 2024
- Bester junger Spieler der Saison der UEFA Champions League: 2023/24

Sonstiges
Im Mai 2024 veröffentlichte die deutsche Indie-Pop-Band Rikas mit dem Titel Jude Bellingham eine Hommage an den Fußball früherer Zeiten.

## Persönliches

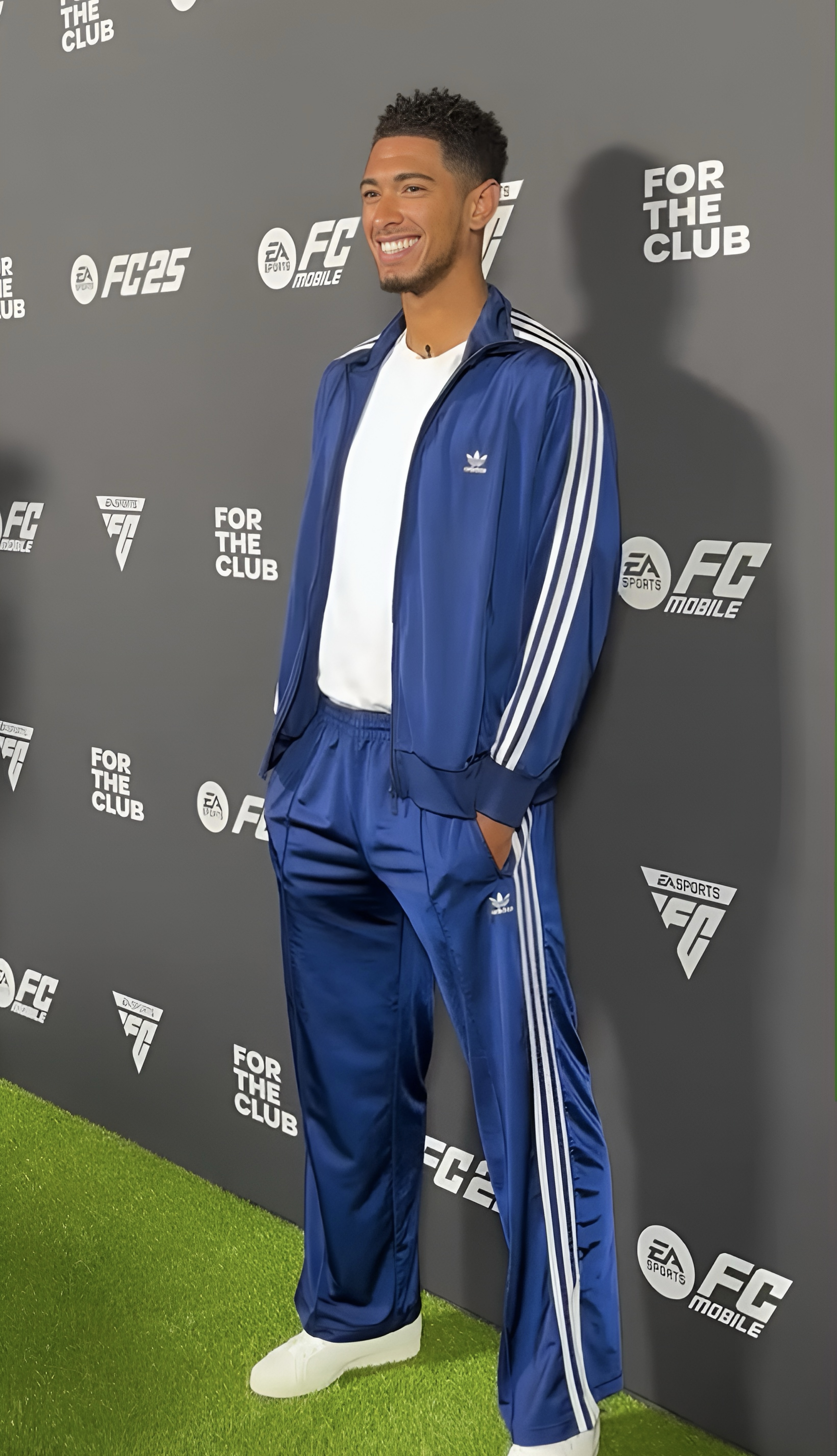
Bellingham während eines EA Sports-Events (2024)

Bellinghams jüngerer Bruder Jobe ist ebenfalls Profifußballer, gemeinsam wuchsen sie in einer Kleinstadt in den West Midlands auf. Der Vater der beiden Brüder arbeitet als Polizist.
Bellingham hat väterlicherseits mindestens einen irischen Großelternteil. Im Juli 2023 beantragte er einen irischen Pass, da er so aufgrund des EU-Austritts des Vereinigten Königreichs in der spanischen Primera División nicht als EU-Ausländer gilt. Im spanischen Fußball dürfen pro Spieltag nur drei Kaderplätze an Spieler aus einem Land außerhalb der EU vergeben werden.

## Kontroverse
Am 14. Spieltag der Bundesligasaison 2021/22 verlor Borussia Dortmund mit Spieler Bellingham gegen den FC Bayern München mit 2:3. Verantwortlich sollen dafür laut dem Vereinsumfeld strittige Entscheidungen des Schiedsrichters Felix Zwayer gewesen sein. Im Anschluss an die Niederlage kritisierte Bellingham Zwayer öffentlich mit den Worten „Man gibt einem Schiedsrichter, der schon mal ein Spiel verschoben hat, das größte Spiel in Deutschland. Was soll man da erwarten?“ und bezog sich so auf den Wettskandal von 2005. Im Rahmen dessen war Zwayer für sechs Monate gesperrt worden, nachdem er Spielmanipulationen des Kollegen Robert Hoyzer nicht gemeldet hatte.
Schiedsrichterbeobachter Marco Haase erstattete daraufhin Strafanzeige gegen Bellingham bei der Polizei und der Staatsanwaltschaft in Dortmund. Diese hatte den Verdacht auf Beleidigung, üble Nachrede und Verleumdung zum Gegenstand.
Über den Ausgang dieses Verfahrens ist nichts bekannt, eine Verfahrenseröffnung ist juristisch jedoch unwahrscheinlich, da letztlich nur Zwayer persönlich einen Strafantrag hätte stellen können.
Unabhängig von dieser Strafanzeige im Sinne der Strafprozessordnung stimmte der Engländer wenige Tage später einem privatrechtlichen Urteil des DFB-Sportgerichts zu und akzeptierte so die Entrichtung einer Geldstrafe von 40.000 Euro.
Die Aussagen von Bellingham bezeichnete Zwayer als „verunglimpfend und respektlos“. In der Folge pfiff Zwayer zweieinhalb Jahre lang kein Bundesligaspiel der Borussia mehr.